# James Sherard
Pour les articles homonymes, voir Sherard.
James Sherard est un  médecin et un botaniste britannique, né le 1er juillet 1666 et mort le 12 février 1738.

## Biographie
Il est le fils de George et de Mary Sherard. Il est le frère de William Sherard (1659-1728), botaniste également. Il est en apprentissage chez le pharmacien Charles Watts en 1682. Il obtient son titre de docteur en médecine à Oxford en 1731. Il se marie avec Susanna Lockwood.
Il est pharmacien à Londres jusqu’en 1720. En 1728, il devient professeur de botanique à Oxford. Sherard est devenu membre de la Royal Society le 4 décembre 1706.
Il devient membre de la Royal Society en 1706. Il est notamment l’auteur d’Hortus britanno-americanus où il décrit 85 espèces d’arbres américains susceptibles d’être introduits en Grande-Bretagne ainsi qu’Hortus Elthamensis, sive plantarum quas in Horto sue Elthami in Cantio collegit vir ornatissimus et præstantissimus... (1732).